# شيخ (صوفية)
الشيخ في الصوفية هو الشخص المصرح له بتعليم وإرشاد وتوجيه المريدين والدراويش المستنشَقين بالعقيدة الإسلامية وذلك بعد توثيق الرابطة معهم. الشيخ دائمًا ما يكون حيوي لمعرفة المسار الصوفي المبتدأ، عادة ما يطير الشيخ بنفسه إلي طريق التصوف. يُنظر إليه على أنه سيد الروحية، فهو يشكل الولاء الرسمي (البيعة) لتلميذ الصوفية ويساعد التلميذ على طول المسار الصوفي. ويركز التقليد الإسلامي على أهمية السلاسل والشرعية. ففي الصوفية، ترتبط الشيوخ بسلسلة روحية مستمرة (إسناد، سند، سلسلة). هذه السلسلة تربط كل شيخ صوفي سابق، ويمكن في نهاية المطاف أن ترجع إلى الخلفاء، وفي أوقات لاحقة إلى النبي نفسه. ومع نمو التصوف، بدأ الشيوخ المؤثرون في اكتساب المراكز الروحية ونقاط الطرق المعروفة باسم الخانقاه والرباط والزاوية. إن الشيوخ هم تكرار للحقائق النبوية، ومن المتوقع أيضًا أن يؤدي ويعمل كوسيط بين الخالق والمخلوق، بأن يصل  إلي الله من خلال تأملاته ورحلاته الروحانية. ويوجد عدة أنواع من هذا الشيخ.

## شيخ البَركة
على سبيل المثال، يمكن أن يكون هذا الشخص الذي يرث قيادة مجموعة من المتصوفين، على الرغم من أنه ليس لديه المكانة الروحية للشيخ الحقيقي (المعلم) ومع ذلك لديه نعمة في ذلك من خلال الحصول علي أتباعه كوحدة ومجموعة، كما هو الحال في الحديث الشريف، «يَدُ اللَّهِ مَعَ الْجَمَاعَةِ.»

## شيخ الأحوال
هذا الشيخ يكون لديه تذوق حقيقي لأحوال الصوفية ويمكنه نقلها.

## شيخ التربية
هذا صحيح الاستخدام لمصطلح «الشيخ» وفقا للصوفية. هذا هو المعرف لمادة الله، وهو الذي مُنح الإذن من الله، لقيادة مسار الصوفية إلى معرفة الله. لا ينبغي الخلط بين هذا الإذن والإجازة التي يمنحها الشيخ أو الباحث إلى الطالب لتدريسها. حتى لو كان جميع العلماء والشيوخ منحوا إجازتهم للطالب، بل وانه يود ألا يكون شيخ (معلم) حتى إن  كان له إذن من الله أو من النبي محمد. ويظهر هذا في توفيقه أو «نجاحه» في غرس آيات الإسلام والإيمان وإحسان معاملة تلاميذه.

## شيخ التعليم
شيخ الصوفية يستمد السلطة والمكانة الاجتماعية من معارفه المقدسة. وسوف يدرس الطلاب هذه المعرفة في الأوساط الدينية الداخلية الموجودة في المنازل وفي المساجد، على أمل خلق جو من الفكر الديني المكرر الذي من شأنه حماية نقل المعرفة الدينية. من خلال دراسة الحديث والسُنّة في هذه الأوساط، فإن الطلاب يتعلمون ديكور وآداب. ومن هذا، شيوخ الصوفية من شأنه أن يحدد مجموعة أو طقوس وممارسات من شأنها أن تُخلد ثقافة التعلم الصوفي استنادا إلى السُنّة. فإن وجود اتصال شخصي مع الشيخ يسمح لكل من المتصوفين والعلماء لتحفيز ثقافة التعلم الديني. وتستند شرعية الشيخ على سلسلة من المؤلفين غير المتقطعين أو غيرهم من الشيوخ. أقصر سلسلة أكثر موثوقية. وقد وفر الشيوخ المعلمين لتلاميذهم التعليم الديني وكذلك اللاهوت. خلال هذا الوقت سافر الطالب وتفاعل مع معلمين مختلفين. ازدهر الشيخ الصوفي في جميع أنحاء العالم الإسلامي أكثر من أي شخص آخر لأن مهاراته الوسيطة كانت مطلوبة من أجل الأداء السلس للاقتصاد الزراعي البدوي مع شكل لا مركزي من الحكم.

## شيخ التوجيه
مع ظهور الصوفية في القرن التاسع جاء تغيير العلاقة بين التلميذ والشيخ. جاء ذلك في وقت واحد في العالم الإسلامي عندما كانت جماعات أخرى تنتشر إلى عالم إسلامي بعيد المدى، وكان العالم الإسلامي يواجه انهيار إمبراطورية الخلافة. أصبح الشيخ شخصية أكثر موثوقية، وأصبح مرادفا للصفات النبوية فضلا عن أي زعيم. أخذ الشيخ دورا جديدا كمعلم دائم ومعروف، وليس دليلا تعليميا لمجموعة من التلاميذ. وكان الشيخ يقيم بشكل دائم في النَزَل وحاط نفسه بطلابه. سيعيش التلاميذ مع الشيخ ويتبعون قواعد الشيوخ والسلوكيات المقررة. وأصبح النزل جزءا لا يتجزأ من المجتمع الإسلامي، حيث حافظ على حيازات الأراضي ودعم الأنشطة الاقتصادية في المدن. وأصبح الشيخ الموجه سلطة لأولئك الذين يسعون إلى التدريب وتعزيز طابعهم الأخلاقي والفكري. وقد أدى التحول من المدرس إلى الشيخ إلى توجيه التركيز غير المسبوق على الأداب. تم تحديد السمات الأساسية للشيخ الموجه ضمن السياق الصوفي لتدريب الآخرين على الاقتراب من الله بشكل وثيق. وعموما كانت تجربة تعلم المسار الصوفي تحت ستار الشيخ الموجه أكثر كثافة من تلك التي قام بها الشيخ المعلم. 

## العباءة الصوفية
تظهر أهمية النسب في التصوف من قبل أحد الأمثلة مثل الملابس. عباءة بمثابة عملية الشروع في التصوف الذي يضعها الشيخ على التلميذ، أو المعروفة باسم «الترقية بالعباءة». هذا بمثابة مظهر من مظاهر النعمة التي تنتقل من الشيخ للتلميذ. هذا الفعل يذكرنا عندما وضع النبي محمد عباءة على علي بن أبي طالب. وهذه تسمى عملية ترسيخ العلاقة بين التلميذ والشيخ وتخلق صفة الولاء في التلميذ. بعد هذه العملية التلميذ قادر على الانضمام إلى النظام الصوفي ومواصلة الدراسة تحت يد الشيخ.

## السلسلة
تستخدم السلسلة في التصوف لوصف السلسلة الروحية المستمرة التي تربط بين الأوامر الصوفية والشيوخ في سلالة تتعلق بالنبي محمد وصحبه.

## المؤهلات اللازمة للشيخ الصوفي
فيما يلي المتطلبات الأساسية للشخص ليكون شيخ صوفي.
1. كونه مسلما مع نُزلاء صالحين مؤمنين بالعقيدة
2. كونه عالما في القانون المقدس وقادر على الإجابة على معظم التساؤلات حول ما يتوقعه الله منه ومن طلابه دون الحاجة إلى سؤال شخص آخر.
3. الحصول على إذن عام يمكن التحقق منه من دليل روحي، وربطه من خلال سلسلة دون انقطاع وحتى تصل إلى رسول الله (صلى الله عليه وسلم).
4. أن يكون مناسب لاتخاذه نموذجا في الدين، وليس العصيان أو الشر في حياته الشخصية.
5. معرفة المصطلحات الأساسية للصوفية مثل الفناء، البقاء، المعرفة، من خلال الواقع في الطريق وفهمها في متناول اليد.
6. تأكيد أوامر الله بالفعل، ومعرفة أنه فوق كل إنسان.
7. الحصول على إذن من الله ومن النبي محمد - بخلاف الإذن الذي أعطاه له شيخه - يظهر في توفيقه أو «نجاحه» غرس الإيمان وإحسانه إلي تلاميذه.
8. العثور على تلميذ قادر على أخذ تعليمه واستيعاب سرا منه. وهذا هو، إن هذا التلميذ سيكون شيخ.
9. عدم الرضا الذاتي، أو محجبة من حاجته الخاصة إلى الله من قبل تلاميذه 'الحاجة إليه.

الموقف العرفي مع المتصوفين، خاصة في طريقة الشاذلي والدرقاوي، هو أن الشخص لن يكون شيخ دون أن يكون له خلفية في التخصصات الأساسية للقرآن والسنة. ومع ذلك، في ظروف غير عادية كانت هناك استثناءات لهذه القاعدة، من بينها الوالي الشهير، عبد العزيز الدباغ، وفي طريقة الدرقاوي، وطريقة الشيخ العربي بن الهواري التي اقتبسها من طريقة الشيخ محمد ابن الحبيب، والأكثر شهرة الشيخ أحمد العلاوي، وهو سيد الصوفية الذين يقبلونه الصوفيون جميعا دون تحفظ.

## شروط التلميذ (ذات الصلة)
1. وجود هدف صحيح في اتخاذ الطريق، وهذا يعني الله وحده لا اله الا هو.
2. كونه صادق، بمعنى مقتنع بالسر بين الشيخ والله، ومستعد للتقديم، والاستماع، والمتابعة.
3. وجود حسن الخلق، الشخصية النبيلة، واحترام الآخرين.
4. وجود صفات جديرة بالثناء مثل الصبر، الصمت، الاعتماد على الله، عدم ربط الأشياء المادية، وعدم الفضول حول ما لا يهم أحد.
5. تقديم الخدمة الذاتية، سواء كانت مريحة أو غير مريحة، إلى الله، والسنة، والطريقة.
6. تبجيل الله ورسوله ودينه والصحابة (الأولياء).
7. وجود حلول روحية عالية.
8. لا تزعج تنفيذ قرارات المرء، التي لم يثبتها الشيطان، هذا العالم، الأنا المتكبرة.